# Société culturelle omnisports Sainte-Marguerite Athlétisme
 (juillet 2017).
Si vous disposez d'ouvrages ou d'articles de référence ou si vous connaissez des sites web de qualité traitant du thème abordé ici, merci de compléter l'article en donnant les références utiles à sa vérifiabilité et en les liant à la section « Notes et références ».
La Société culturelle omnisports Sainte-Marguerite Athlétisme se situe dans la ville française de Marseille. Ce club d'athlétisme est l'une des sections sportives du club omnisports de la Société culturelle omnisports Sainte-Marguerite, créée en 1936 et couramment appelée SCO Sainte-Marguerite. Le nom provient du quartier de Sainte-Marguerite qui est localisé dans le 9e arrondissement de la ville.

## Histoire
La SCO Sainte-Marguerite organise notamment la course Marseille-Cassis, de label international, et le meeting d'athlétisme de Marseille, de label continental.

## Palmarès
Classement de la SCO Sainte-Marguerite athlétisme dans les différents championnats de France sénior messieurs et dames.
|      | Interclubs | 10 kilomètres  | Semi-marathon | Cross-country |
| 2016 |            |                |               |               |
| 2015 |            |                |               |               |
| 2014 |            |                |               |               |
| 2013 |            |                |               |               |
| 2012 |            |                |               |               |
| 2011 |            | Champion (D)   |               |               |
| 2010 |            |                | Champion (D)  |               |
| 2009 |            |                | Champion (D)  |               |
| 2008 |            |                |               |               |
| 2007 |            | Champion (D)   | Champion (D)  |               |
| 2006 |            | Champion (D)   |               |               |
| 2005 |            | Champion (D)   |               |               |
| 2004 |            | Champion (M,D) |               |               |
| 2003 |            | Champion (D)   |               |               |
| 2002 |            |                |               |               |
| 2001 |            |                |               |               |
| 2000 |            |                |               |               |
| 1999 |            | Champion (D)   |               |               |
| 1998 |            |                |               |               |
| 1997 |            |                |               |               |
| 1996 |            |                |               |               |